# Lodes
Lodes är en kommun i departementet Haute-Garonne i regionen Occitanien i södra Frankrike. Kommunen ligger i kantonen Saint-Gaudens som tillhör arrondissementet Saint-Gaudens. År 2022 hade Lodes 303 invånare.

## Befolkningsutveckling
Antalet invånare i kommunen Lodes
Referens:INSEE